# Весенний (остров)
Остров Весенний — остров архипелага Северная Земля. Административно относится к Таймырскому Долгано-Ненецкому району Красноярского края.
Расположен в море Лаптевых в 1,5 км от мыса Майского — крайнего северного мыса острова Старокадомского, входит в группу Майских островов.
Имеет вытянутую форму около 800 м в длину и до 360 метров в ширину. Находится на одной общей отмели с остальными островами архипелага, низок, полог, в западной части покрыт песками, на северо-восток от острова тянется отмель. Большую часть года вморожен в припайный лёд о. Старокадомского.